# Ibai Azurmendi
Ibai Azurmendi Sagastibeltza (Leitza, Navarra, 11 de junho de 1996) é um ciclista espanhol que competia pela equipa Euskaltel-Euskadi retirou-se do ciclismo 2024-04-15 ainda jovem com 28 anos, devido a alterações cardíacas.

## Biografia
Em 2015, Ibai incorporou-se à Fundação Euskadi-EDP. Encontra nesta ocasião a Jorge Azanza, diretor desportivo da equipa, quem treinou-o desde as categorias inferiores em Burunda. Com uma talha pequena (1,64 m), define-se como escalador.
Em 2017 proclamou-se notavelmente campeão de Navarra na categoria esperanças (sub 23). Ao ano seguinte, a Fundação Euskadi converteu-se em equipa continental. Ibai Azurmendi converteu-se ali em corredor profissional.
Seu início de temporada de 2021 vê-se interrompido por vários problemas de saúde. Uma queda durante um treinamento provocou que se rompesse a clavícula em maio de 2022.

## Retirada do ciclismo
Ibai Azurmendi abandona o ciclismo profissional devido a alterações cardíacas
Segundo o comunicado enviado pelo ciclista, "Após notar sintomas anormais na prova O Gran Camiño, os exames médicos encontraram alterações cardíacas que me impedem de competir de forma segura. Seguindo as recomendações médicas, decidimos colocar um ponto final na minha carreira profissional". O ciclista da Euskatel-Euskadi, Ibai Azurmendi foi obrigado a colocar um ponto final na sua carreira profissional devido a "alterações cardíacas" que foram confirmadas após a sua participação na prova O Gran Camiño no passado mês de Fevereiro.

## Palmarés
- Ainda não tem conseguido vitórias como profissional.

## Resultados

### Grandes Voltas
| Corrida | Corrida         | 2018 | 2019 | 2020 | 2021 | 2022 | 2023 |
| ------- | --------------- | ---- | ---- | ---- | ---- | ---- | ---- |
|         | Giro d'Italia   | —    | —    | —    | —    | —    | —    |
|         | Tour de France  | —    | —    | —    | —    | —    | —    |
|         | Volta a Espanha | —    | —    | —    | —    | 86.º | —    |

### Voltas menores
| Corrida | Corrida             | 2018 | 2019 | 2020 | 2021 | 2022 |   |
| ------- | ------------------- | ---- | ---- | ---- | ---- | ---- | - |
|         | Volta ao País Basco | —    | —    | —    | —    | Ab.  | — |

### Clássicas, Campeonatos e J.O.
| Corrida                   | Corrida                   | 2018 | 2019 | 2020 | 2021 | 2022 | 2023 |
| ------------------------- | ------------------------- | ---- | ---- | ---- | ---- | ---- | ---- |
| Clássica de San Sebastián | Clássica de San Sebastián | —    | —    | X    | 67.º | Ab.  |      |
| Espanha em Estrada        | Espanha em Estrada        | Ab.  | 33.º | —    | 74.º | —    | —    |

—: Não participa

Ab.: Abandona

X: Não se disputou

## Equipas
- Euskadi (2018-)
  - Team Euskadi (2018-2019)
  - Fundación-Orbea (01.2020-03.2020)
  - Euskaltel-Euskadi (04.2020-)